# شون كينغ (كاتب)
شون كينغ (بالإنجليزية: Shaun King) في (مواليد: 17 سبتمبر/أيلول عام 1979 بمقاطعة فرانكلن في ولاية كنتاكي) هو كاتب و ناشط أمريكي، يستخدم كينغ وسائل التواصل الاجتماعي لتعزيز قضايا العدالة الاجتماعية، ولا سيما حركة حياة السود مهمة في الولايات المتحدة. كان كاتباً منتظماً في صحيفة ديلي كوس، ونيويورك ديلي نيوز، وذا يونغ توركس.
حصل على شهادته الجامعية من كلية مورهاوس في أتلانتا بولاية جورجيا حيث تخصص في دراسة التاريخ، وفي العام 1999 تم انتخابه رئيسًا لاتحاد الطلاب.
مع حلول أول أيام شهر رمضان من عام 2024 م، اعتناق كينغ وزوجته الإسلام.

## النشأة والتعليم
ولد جيفري شون كينغ في مقاطعة فرانكلن، ونشأ في فرساي، كنتاكي. والتحق بمدرسة هانترتاون الابتدائية ومدرسة مقاطعة وودفورد الثانوية. صرح كينغ أنه كان ضحية للعنصرية وجرائم الكراهية أثناء نشأته في كنتاكي. وقال للصحفيين في وقت ما إن شاحنة صغيرة مليئة بالشباب حاولت دهسه في مبنى المدرسة. ويتذكر أنه بعد إبلاغ سلطات المدرسة بالحادثة، تمت حماية الشباب بدلاً من معاقبتهم. واعتداءً ثانيًا وقع، حيث قام "عشرات من الأشخاص بضربه، وادعى أن الإصابات تسببت في غيابه لفترة من الزمن في المدرسة الثانوية بسبب عمليات جراحية متعددة في العمود الفقري. ووصف كينغ الاعتداء بأنه جريمة كراهية ذات دوافع عنصرية. التحق كينغ بكلية مورهاوس، وهي كلية خاصة تاريخيًا للرجال السود في أتلانتا، جورجيا، حيث تخصص في التاريخ. وفي عام 1999، واُنتخب رئيسًا لاتحاد الطلاب الحكومي. وفي عام 2018، حصل كينغ على درجة الماجستير في التاريخ من جامعة ولاية أريزونا.

## الحياة المهنية
بعد تدريس التربية المدنية في المدرسة الثانوية لفترة وجيزة، ترك كينغ التدريس وعمل قسًا في مركز توتال جريس المسيحي في مقاطعة ديكالب، جورجيا. وفي عام 2008، أسس كنيسة في أتلانتا وقادها لمدة أربع سنوات. خلال هذا الوقت، أطلق كينغ عددًا من الحملات على الإنترنت، بما في ذلك HopeMob.org، والذي شارك في تأسيسه مع تشاد كيلو. وفي عام 2018، شارك كينغ في تأسيس Real Justice PAC، وأطلق موقع The North Star الإلكتروني. وفي عام 2020، أسس كينغ مجموعة Grassroots Law Project غير الربحية.
واجه كينغ مرارًا وتكرارًا اتهامات بسوء الإدارة المالية، وجمع الأموال من الجهات المانحة التي لا تصل إلى المستفيدين المقصودين. ، فضلاً عن عدم إحراز تقدم في مبادرته الرئيسية.
أصبح كينغ مدونًا مساهمًا في الموقع الليبرالي السياسي، ديلي كوس، في سبتمبر 2014. في 2 أكتوبر 2015، انضم كينغ إلى نيويورك ديلي نيوز ككاتب قضائي كبير، حيث ركز على إعداد التقارير وتقديم التعليقات حول العدالة الاجتماعية. وحشية الشرطة والعلاقات العرقية. في 28 ديسمبر 2016، أعلن سينك أويغور أنه تم تعيين كينغ كمعلق سياسي في ذا يونغ توركس. غادر كينغ صحيفة ديلي نيوز في عام 2016.
في عام 2019، أطلق كينغ موقع التمويل الجماعي The North Star، واصفًا إياه بأنه "إحياء" عبر الإنترنت لصحيفة مناهضة العبودية التي تحمل الاسم نفسه، مدعيًا أنه حصل على دعم أقارب فريدريك دوغلاس (محرر الصحيفة الأصلية). يحتوي الموقع على مقالات وحلقات بودكاست ومقاطع فيديو مقابل رسوم اشتراك، مع التركيز على قضايا العدالة الاجتماعية، بما في ذلك وحشية الشرطة والسجن الجماعي. وذكرت صحيفة ديلي بيست أن الموقع لم يقدم جميع الميزات التي تم التعهد بها خلال حملة جمع التبرعات، مثل بث الفيديو اليومي والتطبيق.

### إطلاق النار على جازمين بارنز
قُتلت جازمين بارنز البالغة من العمر سبع سنوات في إطلاق نار من سيارة مارة في هيوستن في الساعة 7 صباحًا يوم 30 ديسمبر 2018. توقف المهاجم المجهول بجانب شاحنة العائلة وفتح النار، مما أدى إلى إصابة الأم والطفل الآخر. عرض كينغ وزميله السابق إس لي ميريت مكافأة قدرها 25000 دولار مقابل معلومات تؤدي إلى اعتقال المشتبه به المجهول. وبعد عدم وجود معلومات لمدة 24 ساعة، رُفِع المكافأة لاحقًا إلى 60 ألف دولار، منها 35 ألف دولار من أموالهم الخاصة، و25 ألف دولار إضافية من المانحين. نسبت الشرطة الفضل إلى كينغ في تقديم معلومات ساعدتهم في الاشتباه في إريك بلاك جونيور، الذي اعترف لاحقًا بتورطه في إطلاق النار.

### أنشطة جمع التبرعات والنزاعات
واجه كينج مرارًا وتكرارًا اتهامات من زملائه والناشطين بجمع الأموال لأغراض غير واضحة، أو المبالغة في الوعود بنتائج جمع التبرعات. وقد واجه أيضًا دعوات إلى سوء الإدارة المالية، وعدم الاهتمام بمشاريعه، و"عدم الكفاءة".

## مواقفه وآراؤه السياسية
كرس الكاتب كينغ صفحاته على مواقع التواصل الاجتماعية للتضامن مع الشعب الفلسطيني، وهو من الأصوات البارزة الداعمة للقضية الفلسطينية على منصات التواصل الاجتماعي، وفضح الأعمال العدوانية التي يشنها الاحتلال الإسرائيلي بحق سكان قطاع غزة. أعلن كينغ أواخر ديسمبر/ كانون الأول 2023 أن شركة ميتا الأميركية (فيسبوك سابقا) حظرت حسابه على إنستغرام، الذي كان يحظى بمتابعة أكثر من 6 ملايين شخص، بسبب منشوراته الداعمة للفلسطينيين. وقال المصارع الأميركي جيك شيلدز في تدوينة عبر "إكس"، "لقد انتقدت شون كينغ عدة مرات ولكني لم أطلب إسكاته قط، بحظره. لقد أوضحوا أن نظريات المؤامرة حول من يسيطر على أميركا صحيحة".
وفي مقابلة متلفزة مع برنامج "نبض البلد" على شاشة رؤيا، طالب كينغ حكومات العالم بمحاسبة قادة تل أبيب أمام المحكمة الجنائية الدولية وفرض وقف فوري للعدوان على غزة واجتِياحات الضفة الغربية.
ترك كينغ الحزب الديمقراطي بعد انتخابات 2016، بدعوى الفساد وانعدام الحياد خلال الانتخابات التمهيدية لعام 2016. في عام 2018، أعرب شون كينغ عن ازدرائه لكامالا هاريس وقال إنه لا ينوي دعمها أو دعم جو بايدن في الانتخابات التمهيدية الديمقراطية لعام 2020 بسبب مواقفهما بشأن العدالة الجنائية. غير رأيه لاحقًا عندما قال إن موقفها قد تغير، وغرد قائلاً: "أنا فخور للغاية برؤية امرأة سوداء رائعة، وخريجة جامعة HBCU، تم اختيارها كمرشحة لمنصب نائب الرئيس".

## الحياة الشخصية
كينغ متزوج وله خمسة أطفال. ثلاثة من أبنائه أنجبوا من زوجته وتم تبني اثنين. كان لديه أيضًا أطفال وبنات وأبناء إخوة بالتبني يعيشون معه. وفي مارس 2024، عشية شهر رمضان، اعتنق كينغ وزوجته رسميًا الإسلام من المسيحية بحضور الإمام الفلسطيني الأمريكي عمر سليمان.

## وصلات خارجية
- الموقع الرسمي